# 清洗期
清洁期（英語：Wash-up period）是国会下院被首相宣布解散（dissolved）并公布大选日期后到下院正式延期(adjourned)、休会(adjourned)和解散之前议会正常运作的那几天。

## 目的
在清洁期期间，政府试图通过过去那些因没有足够多的支持而未完成的业务。这可能意味着某些方面的妥协，以确保业务可以完成，并有效地让反对党和足够大的后座议员团体否决有争议或不受欢迎的措施。至于哪些项目会在清洁期被通过，这将通过“常规渠道(Usual channels)”——政府党鞭等官员与反对党讨论决定。

传统上，国会法案不能从一届国会延续到另一届国会。尽管2004年（自1999年以来的临时基础）国会的常规已允许将公共法案延续到同届国会的下一会期，但法案仍然不能延续到大选后形成的新国会。如果一个法案没有在御准之前被国会上交，这个法案将会失败，虽然一个新的法案可以在大选后重新提交。

如有需要，可在清洁期期间在国会两院提出拨款法案(Appropriation bill)或简短的财务法案(Finance Bill)，并通过所有立法阶段。在极少数情况下，立法程序即将完成的非官方议员法案（Private member's bill）也可能有时间获得通过。

## 礼仪
清洁期不是强制性的：总理可以要求主权者（英国君主）批准，以立即解散议会，在这种情况下，所有未决的议会事项都将失败。最后一次没有清洁期的大选是在1924年，议会在10月9日立即解散，大选在20天后举行。2001年，国会在宣布解散后第六天正式解散，国会延期后没有休会。1997年，大选日期在国会宣布解散后第四天公布，但国会又过了18天后才正式解散。